# Чека, Долорес
Долорес Чека Порсель (исп. Dolores Checa Porcel; род. 27 декабря 1982, Силья) — испанская легкоатлетка, специалистка по бегу на средние и длинные дистанции. Выступала за сборную Испании по лёгкой атлетике в 1999—2014 годах, двукратная победительница командного чемпионата Европы, многократная чемпионка и призёрка первенств национального значения, участница летних Олимпийских игр в Пекине.

## Биография
Долорес Чека родилась 27 декабря 1982 года в муниципалитете Силья провинции Валенсия. Родилась одновременно со своей сестрой-близнецом Исабель, которая впоследствии тоже стала профессиональной легкоатлеткой.
Впервые заявила о себе на международном уровне в сезоне 1999 года, когда вошла в состав испанской сборной и выступила в беге на 1500 метров на юношеском мировом первенстве в Быдгоще.
В 2007 году в беге на 3000 метров стала восьмой на чемпионате Европы в помещении в Бирмингеме, третьей на Кубке Европы в Мюнхене, в дисциплине 1500 метров дошла до полуфинала на чемпионате мира в Осаке.
В 2008 году одержала победу в беге на 3000 метров на иберо-американском чемпионате в Икике, была лучшей в беге на 5000 метров на чемпионате Испании в Санта-Крус-де-Тенерифе. На соревнованиях в Афинах и Монако установила свои личные рекорды в дисциплинах 1500 и 3000 метров — 4:02.77 и 8:37.78 соответственно. Благодаря череде успешных выступлений удостоилась права защищать честь страны на летних Олимпийских играх в Пекине — на предварительном квалификационном этапе дистанции 5000 метров показала время 15:31.22, чего оказалось недостаточно для выхода в финальную стадию.
В 2009 году отметилась победой в дисциплине 5000 метров на командном чемпионате Европы в Лейрии.
В 2011 году в дисциплине 3000 метров стала четвёртой на чемпионате Европы в помещении в Париже, выиграла 5000 метров на командном чемпионате Европы в Стокгольме.
В 2013 году среди прочего принимала участие в чемпионате мира в Москве — в программе бега на 5000 метров с результатом 15:30.42 закрыла десятку сильнейших.
Завершила спортивную карьеру по окончании сезона 2014 года.